# Вишнівка (Берестовицький район)
Вишнівка (біл. Вішнеўка) — село в складі Берестовицького району Гродненської області, Білорусь. Село підпорядковане Макарівецькій сільській раді, розташоване у західній частині області.